# Campeonato Potiguar de Futebol de 2024
O Campeonato Potiguar de 2024 - Série A foi a 105.ª edição desta competição futebolística organizada pela Federação Norte-Rio-Grandense de Futebol (FNF).

## Regulamento
No dia 26 de setembro de 2023, a FNF apresentou três propostas para o formato da competição: a primeira era de que o início da edição fosse em dezembro de 2023, sem a participação das equipes ABC e América de Natal. As equipes restantes formariam 2 chaves, em partidas de ida e volta; depois, os 4 melhores avançariam para a fase principal, que seria disputada em janeiro, junto dos clubes da capital. A segunda foi a que mais se aproximou da aprovação - similar a da edição anterior - onde as equipes seriam dividas em 2 chaves com 4 equipes, com as 2 melhores de cada chave avançando de fase até à final, em ida e volta. Essa passou por análise das equipes interioranas. A terceira era que fosse disputada por pontos corridos, com partidas de ida e volta.
O presidente da FNF, José Vanildo, ressaltou que "as equipes entenderam que a melhor alternativa seria não iniciar em dezembro e, sim, em janeiro, em modelo semelhante ao que praticamos na edição passada". Também comentou:

O grande problema que nós temos é de calendário. Nós temos que aguardar o planejamento da CBF. Nós não podemos antecipar um planejamento se nós somos obrigados a seguir o nacional. O início da Copa do Nordeste deve acontecer no dia 5 ou 8 de janeiro. A segunda fase da Copa do Nordeste deve ser no dia 21, mas não podemos garantir ao América essa data. Esses fatores recomendam que a gente tenha o maior zelo em reduzir o número de jogos sem comprometer a qualidade técnica e a participação dos filiados.
No dia 4 de outubro de 2023, o campeonato teve seu formato definido e divulgado, onde seria disputada em duas fases com 2 grupos de 4 equipes; na primeira, as equipes do mesmo grupo disputarão entre si em jogos de ida e volta, com os 2 melhores avançando de fase. Nas semifinais e final, as partidas serão disputadas em jogo único. Na segunda fase, as equipes enfrentarão os do outro grupo, em turno único; depois, se repetirá a situação da fase anterior. Os vencedores de cada fase se classificarão à final da competição, em jogo único, com o mando de campo para quem tiver melhor campanha geral. No caso do rebaixamento, será quem tiver somado menos pontos na classificação geral. A data de início não havia sido definido, por conta dos participantes esperarem o posicionamento da CBF sobre o calendário nacional para 2024. Posteriormente, foi definido o início da competição para o dia 10 de janeiro, além do término para o dia 14 de abril, ou 7 de abril, em caso do campeão vencer as duas fases.
A competição contará com a participação das 7 equipes mais bem pontuadas da edição anterior, além do campeão da segunda divisão de 2023, que era para ser o Mossoró; porém, a equipe foi desclassificada da competição por conta da inadequação da participação em competições profissionais pelo status de "clube amador" no Estatuto Social do clube. Com isso, a equipe foi substituída pelo Baraúnas, que voltou à primeira divisão depois de 6 anos, quando foi rebaixado em 2018.

### Informações das equipes
| Aumento | Equipe promovida da Segunda Divisão de 2023 |

## Primeira fase

### Grupo A
| Pos | Equipe              | Pts | J | V | E | D | GP | GC | SG  | Classificado |     | AME | SCN | GLO | PTY |
| --- | ------------------- | --- | - | - | - | - | -- | -- | --- | ------------ | --- | --- | --- | --- | --- |
| 1   | América de Natal    | 14  | 6 | 4 | 2 | 0 | 15 | 2  | +13 | Próxima fase |     | —   | 0–0 | 4–0 | 1–0 |
| 2   | Santa Cruz de Natal | 12  | 6 | 3 | 3 | 0 | 10 | 3  | +7  | Próxima fase |     | 2–2 | —   | 1–1 | 4–0 |
| 3   | Globo               | 4   | 6 | 1 | 1 | 4 | 3  | 19 | −16 |              |     | 0–7 | 0–2 | —   | 2–1 |
| 4   | Potyguar Seridoense | 3   | 6 | 1 | 0 | 5 | 5  | 9  | −4  |              | 0–1 | 0–1 | 4–0 | —   |     |

### Grupo B
| Pos | Equipe              | Pts | J | V | E | D | GP | GC | SG  | Classificado |     | ABC | BAR | PTI | FOR |
| --- | ------------------- | --- | - | - | - | - | -- | -- | --- | ------------ | --- | --- | --- | --- | --- |
| 1   | ABC                 | 16  | 6 | 5 | 1 | 0 | 14 | 3  | +11 | Próxima fase |     | —   | 1–0 | 1–0 | 6–0 |
| 2   | Baraúnas            | 9   | 6 | 3 | 0 | 3 | 7  | 7  | 0   | Próxima fase |     | 0–2 | —   | 1–2 | 2–0 |
| 3   | Potiguar de Mossoró | 6   | 6 | 2 | 0 | 4 | 9  | 9  | 0   |              |     | 2–3 | 1–2 | —   | 3–0 |
| 4   | Força e Luz         | 4   | 6 | 1 | 1 | 4 | 4  | 15 | −11 |              | 1–1 | 1–2 | 2–1 | —   |     |

### Fase final
Em itálico, as equipes que possuem o mando de campo no confronto; em negrito as equipes vencedoras.
|  | Semifinais | Semifinais          | Semifinais |     |                  | Final            | Final | Final |  |
|  |            |                     |            |     |                  |                  |       |       |  |
|  | 1A         | América de Natal    | 3          |     |                  |                  |       |       |  |
|  | 1A         | América de Natal    | 3          |     |                  |                  |       |       |  |
|  | 2B         | Baraúnas            | 0          |     |                  |                  |       |       |  |
|  | 2B         | Baraúnas            | 0          |     | América de Natal | América de Natal | 0 (4) |       |  |
|  |            |                     |            |     | América de Natal | América de Natal | 0 (4) |       |  |
|  |            |                     | ABC        | ABC | 0 (2)            |                  |       |       |  |
|  | 1B         | ABC (pen)           | ABC        | ABC | 0 (2)            | 2 (4)            |       |       |  |
|  | 1B         | ABC (pen)           |            |     |                  |                  |       |       |  |
|  | 2A         | Santa Cruz de Natal | 2 (2)      |     |                  |                  |       |       |  |

## Segunda fase

### Grupo A
| Pos | Equipe              | Pts | J | V | E | D | GP | GC | SG | Classificado |
| --- | ------------------- | --- | - | - | - | - | -- | -- | -- | ------------ |
| 1   | Santa Cruz de Natal | 7   | 4 | 2 | 1 | 1 | 6  | 5  | +1 | Próxima fase |
| 2   | América de Natal    | 6   | 4 | 1 | 3 | 0 | 5  | 2  | +3 | Próxima fase |
| 3   | Potyguar Seridoense | 2   | 4 | 0 | 2 | 2 | 5  | 9  | −4 |              |
| 4   | Globo               | 2   | 4 | 0 | 2 | 2 | 1  | 6  | −5 |              |

### Grupo B
| Pos | Equipe              | Pts | J | V | E | D | GP | GC | SG | Classificado |
| --- | ------------------- | --- | - | - | - | - | -- | -- | -- | ------------ |
| 1   | Potiguar de Mossoró | 10  | 4 | 3 | 1 | 0 | 7  | 3  | +4 | Próxima fase |
| 2   | ABC                 | 3   | 4 | 0 | 3 | 1 | 2  | 3  | −1 | Próxima fase |
| 3   | Baraúnas            | 2   | 4 | 2 | 2 | 0 | 9  | 3  | +6 |              |
| 4   | Força e Luz         | 2   | 4 | 0 | 2 | 2 | 4  | 8  | −4 |              |

1. ↑  O Tribunal de Justiça Desportiva condenou Baraúnas a perder 6 pontos no Campeonato Potiguar ao entender que houve escalação irregular do jogador  Ramon na partida diante do Globo, suspenso pelo acumulo de cartões amarelos.[12]

### Fase final
Em itálico, as equipes que possuem o mando de campo no confronto; em negrito as equipes vencedoras.
|  | Semifinais | Semifinais          | Semifinais       |                  |                     | Final               | Final | Final |  |
|  |            |                     |                  |                  |                     |                     |       |       |  |
|  | 1A         | Santa Cruz de Natal | 2                |                  |                     |                     |       |       |  |
|  | 1A         | Santa Cruz de Natal | 2                |                  |                     |                     |       |       |  |
|  | 2B         | ABC                 | 0                |                  |                     |                     |       |       |  |
|  | 2B         | ABC                 | 0                |                  | Santa Cruz de Natal | Santa Cruz de Natal | 0     |       |  |
|  |            |                     |                  |                  | Santa Cruz de Natal | Santa Cruz de Natal | 0     |       |  |
|  |            |                     | América de Natal | América de Natal | 1                   |                     |       |       |  |
|  | 1B         | Potiguar de Mossoró | América de Natal | América de Natal | 1                   | 1                   |       |       |  |
|  | 1B         | Potiguar de Mossoró |                  |                  |                     |                     |       |       |  |
|  | 2A         | América de Natal    | 3                |                  |                     |                     |       |       |  |

## Premiação
| Campeonato Potiguar de 2024            |
| Natal                                  |
| -------------------------------------- |
| América de Natal Campeão (38.º título) |

## Classificação Geral
| Pos | Equipe              | Pts | J  | V | E | D | GP | GC | SG  | Classificado                                                     |
| --- | ------------------- | --- | -- | - | - | - | -- | -- | --- | ---------------------------------------------------------------- |
| 1   | América de Natal    | 30  | 14 | 8 | 6 | 0 | 27 | 5  | +22 | Campeão e classificado à Copa do Brasil 2025 e Série D 2025      |
| 2   | Santa Cruz de Natal | 23  | 13 | 6 | 5 | 2 | 20 | 11 | +9  | Vice-campeão e classificado à Copa do Brasil 2025 e Série D 2025 |
| 3   | ABC                 | 21  | 13 | 5 | 6 | 2 | 18 | 10 | +8  |                                                                  |
| 4   | Potiguar de Mossoró | 16  | 11 | 5 | 1 | 5 | 17 | 15 | +2  |                                                                  |
| 5   | Baraúnas            | 11  | 11 | 5 | 2 | 4 | 16 | 13 | +3  |                                                                  |
| 6   | Força e Luz         | 6   | 10 | 1 | 3 | 6 | 8  | 23 | −15 |                                                                  |
| 7   | Globo               | 6   | 10 | 1 | 3 | 6 | 4  | 25 | −21 |                                                                  |
| 8   | Potyguar Seridoense | 5   | 10 | 1 | 2 | 7 | 10 | 18 | −8  | Rebaixado à Segunda Divisão de 2025                              |

1. ↑  O Tribunal de Justiça Desportiva condenou Baraúnas a perder 6 pontos no Campeonato Potiguar ao entender que houve escalação irregular do jogador  Ramon na partida diante do Globo, suspenso pelo acumulo de cartões amarelos.[12]

## Público
Maiores Públicos Pagantes
Estes são os dez maiores públicos pagantes do campeonato, sem considerar as partidas com portões fechados: 
| N.º | Público | Mandante         | Placar | Visitante           | Estádio         | Data            | Rodada          | Ref.   |
| --- | ------- | ---------------- | ------ | ------------------- | --------------- | --------------- | --------------- | ------ |
| 1   | 9 789   | América de Natal | 0–0    | ABC                 | Arena das Dunas | 3 de março      | Final (1°T)     | [ 13 ] |
| 2   | 7 095   | América de Natal | 0–0    | ABC                 | Arena das Dunas | 17 de março     | 2ª (2°T)        | [ 14 ] |
| 3   | 5 116   | América de Natal | 3–0    | Baraúnas            | Arena das Dunas | 25 de fevereiro | Semifinal (1°T) | [ 15 ] |
| 4   | 4 103   | Globo            | 0–7    | América de Natal    | Barrettão       | 29 de janeiro   | 2ª (1°T)        | [ 16 ] |
| 5   | 3 161   | América de Natal | 1–1    | Potiguar de Mossoró | Arena das Dunas | 3 de abril      | 4ª (2°T)        | [ 17 ] |
| 6   | 2 682   | ABC              | 2–2    | Santa Cruz de Natal | Frasqueirão     | 24 de fevereiro | Semifinal (1°T) | [ 18 ] |
| 7   | 2 019   | ABC              | 1–0    | Baraúnas            | Frasqueirão     | 31 de janeiro   | 2ª (1°T)        | [ 19 ] |
| 8   | 1 970   | ABC              | 6–0    | Força e Luz         | Frasqueirão     | 17 de janeiro   | 3ª (1°T)        | [ 20 ] |
| 9   | 1 691   | América de Natal | 0–0    | Santa Cruz de Natal | Arena América   | 11 de janeiro   | 1ª (1°T)        | [ 21 ] |
| 10  | 1 412   | América de Natal | 1–0    | Potyguar Seridoense | Arena América   | 18 de janeiro   | 3ª (1°T)        | [ 22 ] |

Menores Públicos Pagantes
Estes são os dez menores públicos pagantes do campeonato, sem considerar as partidas com portões fechados: 
| N.º | Público | Mandante            | Placar | Visitante           | Estádio   | Data            | Rodada   | Ref.   |
| --- | ------- | ------------------- | ------ | ------------------- | --------- | --------------- | -------- | ------ |
| 1   | 2       | Força e Luz         | 1–2    | Santa Cruz de Natal | Barrettão | 16 de março     | 2ª (2°T) | [ 23 ] |
| 2   | 5       | Santa Cruz de Natal | 4–0    | Potyguar Seridoense | Barrettão | 1 de fevereiro  | 2ª (1°T) | [ 24 ] |
| 2   | 5       | Globo               | 1–1    | Força e Luz         | Barrettão | 7 de março      | 1ª (2°T) | [ 25 ] |
| 4   | 6       | Força e Luz         | 2–1    | Potiguar de Mossoró | Barrettão | 31 de janeiro   | 2ª (1°T) | [ 26 ] |
| 5   | 11      | Santa Cruz de Natal | 1–1    | Globo               | Barrettão | 18 de fevereiro | 3ª (1°T) | [ 27 ] |
| 6   | 15      | Globo               | 2–1    | Potyguar Seridoense | Barrettão | 6 de fevereiro  | 6ª (1°T) | [ 28 ] |
| 6   | 15      | Santa Cruz de Natal | 2–3    | Potiguar de Mossoró | Barrettão | 9 de março      | 1ª (2°T) | [ 29 ] |
| 8   | 21      | Globo               | 0–4    | Baraúnas            | Barrettão | 28 de março     | 3ª (2°T) | [ 30 ] |
| 9   | 29      | Globo               | 0–2    | Santa Cruz de Natal | Barrettão | 21 de janeiro   | 4ª (1°T) | [ 31 ] |
| 10  | 36      | Força e Luz         | 1–2    | Baraúnas            | Barrettão | 7 de fevereiro  | 6ª (1°T) | [ 32 ] |

Médias de público
Estas são as médias de público dos clubes no campeonato. Considera-se apenas os jogos da equipe como mandante e o público pagante:
| Pos.  | Time                | Média | Total  | Mandos | Maior | Menor |
| ----- | ------------------- | ----- | ------ | ------ | ----- | ----- |
| 1     | América de Natal    | 4 143 | 28 999 | 7      | 9 789 | 735   |
| 2     | ABC                 | 1 636 | 9 815  | 6      | 2 682 | 942   |
| 3     | Globo               | 835   | 4 173  | 5      | 4 103 | 5     |
| 4     | Baraúnas            | 737   | 3 685  | 5      | 1 380 | 52    |
| 5     | Potiguar de Mossoró | 671   | 3 357  | 5      | 1 133 | 109   |
| 6     | Potyguar Seridoense | 288   | 1 441  | 5      | 543   | 201   |
| 7     | Santa Cruz de Natal | 215   | 1 504  | 7      | 1 192 | 5     |
| 8     | Força e Luz         | 49    | 247    | 5      | 138   | 2     |
| Total | Total               | 1 183 | 53 221 | 45     | 9 789 | 2     |